# هیروشی هاتانو
هیروشی هاتانو (انگلیسی: Hiroshi Hatano؛ زادهٔ ۲۲ دسامبر ۱۹۸۴) بازیکن فوتبال اهل ژاپن است.